# 526
526 (DXXVI) var ett normalår som började en torsdag i den julianska kalendern.

## Händelser

### Juli
- 12 juli – Sedan Johannes I har avlidit 18 maj väljs Felix IV till påve.

## Födda
- Yuan Zhao, kinesisk kejsare.

## Avlidna
- 18 maj – Johannes I, påve sedan 523.
- Theoderik den store, kung över ostrogoterna.
- Audofleda, ostrogotisk drottning och frankisk prinsessa.